# 日本美術全集
『日本美術全集』（にほんびじゅつぜんしゅう）は、日本美術・日本美術史の美術全集である。東都文化出版、学習研究社、講談社、小学館など各種出版社から刊行されている。

## 東都文化出版
東京国立博物館編、東都文化出版、昭和29年～30年に刊行された。37cm、6冊。

## 学習研究社
1977-80年に刊行。全25巻。新装版が1999年に刊行。
- 1巻『原始・古代の美術 土器と埴輪』坪井清足編
- 2巻『法隆寺と斑鳩の寺 飛鳥・白鳳の美術1』鈴木嘉吉編 1978
- 3巻『高松塚と藤原京 飛鳥・白鳳の美術』上原和、工藤圭章編
- 4巻『南都七大寺 天平の美術』上原昭一、鈴木嘉吉編
- 5巻『正倉院 天平の美術』後藤四郎編 1978
- 6巻『密教の美術 東寺/神護寺/室生寺』上原昭一編
- 7巻『浄土教の美術 平等院鳳凰堂 』中野玄三編
- 8巻『平安・鎌倉の書 三筆/三跡 』小松茂美編
- 9巻『王朝の美術 源氏物語絵巻と三十六人家集』白畑よし編
- 10巻『鎌倉の絵画 絵巻と肖像画 』宮次男編 1979
- 11巻『神道の美術 春日・日吉・熊野』佐々木剛三、奥村秀雄編 1979
- 12巻『鎌倉の彫刻・建築 運慶と快慶 』三山進編 1978
- 13巻『禅院と庭園 禅宗の美術』川上貢、吉川需編 1979
- 14巻『墨跡と禅宗絵画 禅宗の美術』木下政雄編 1979
- 15巻『北山・東山の美術 金閣と銀閣 』金澤弘編
- 16巻『室町の水墨画 雪舟/雪村/元信』赤沢英二編
- 17巻『桃山の障屏画 永徳・等伯・友松』河合正朝、脇坂淳編 1978
- 18巻『近世武将の美術 姫路城と二条城』武田恒夫、平井聖編 1979
- 19巻『近世宮廷の美術 桂/修学院と京都御所』斎藤英俊編
- 20巻『茶の美術 茶器と茶室』満岡忠成編
- 21巻『琳派 光悦/宗達/光琳』山川武編 1979
- 22巻『江戸庶民の絵画 風俗画と浮世絵』小林忠編
- 23巻『江戸の宗教美術 円空・木喰/白隠・仙厓/良寛』辻惟雄編
- 24巻『文人画と写生画 大雅・玉堂・応挙』佐々木丞平、河野元昭編
- 25巻『近代絵画の黎明 文晁・崋山と洋風画』細野正信編

## 講談社
1990年から1994年に講談社から刊行された。全25巻。
1. 原始の造形 縄文・弥生・古墳時代の美術（横山浩一・鈴木嘉吉・辻惟雄・青柳正規編著、1994年4月）
2. 法隆寺から薬師寺へ 飛鳥・奈良の建築・彫刻（水野敬三郎・関口欣也・大西修也編、1990年10月）
3. 正倉院と上代絵画 飛鳥・奈良の絵画・工芸（中野政樹・平田寛・阿部弘・菊竹淳一編著、1992年10月）
4. 東大寺と平城京 奈良の建築・彫刻（水野敬三郎・岡田英男・浅井和春編、1990年6月）
5. 密教寺院と仏像 平安の建築・彫刻1（水野敬三郎・紺野敏文・鈴木嘉吉編著、1992年8月）
6. 平等院と定朝 平安の建築・彫刻2（水野敬三郎・鈴木嘉吉・伊東史朗編著、1994年2月）
7. 曼荼羅と来迎図 平安の絵画・工芸1（中野政樹・平田寛・関口正之編著、1991年6月）
8. 王朝絵巻と装飾経 平安の絵画・工芸2（中野政樹・平田寛・佐野みどり編著、1990年8月）
9. 縁起絵と似絵 鎌倉の絵画・工芸（中野政樹・平田寛・米倉迪夫・梶谷亮治編著、1993年8月）
10. 運慶と快慶 鎌倉の建築・彫刻（水野敬三郎・工藤圭章・三宅久雄編著、1991年8月）
11. 禅宗寺院と庭園 南北朝・室町の建築・彫刻・工芸（戸田禎佑・川上貢・永井規男・矢部良明編著、1993年6月）
12. 水墨画と中世絵巻 南北朝・室町の絵画1（戸田禎佑・海老根聰郎・千野香織編著、1992年12月）
13. 雪舟とやまと絵屏風 南北朝・室町の絵画2（辻惟雄・戸田禎祐・千野香織・山下裕二編著、1993年10月）
14. 城と茶室 桃山の建築・工芸1（辻惟雄・平井聖・矢部良明編著、河上繁樹ら執筆、1992年2月）
15. 永徳と障屏画 桃山の絵画・工芸2（辻惟雄・河野元昭・矢部良明編著、1991年2月）
16. 桂離宮と東照宮 江戸の建築1・彫刻（大河直躬・伊東龍一編著、1991年10月）
17. 狩野派と風俗画 江戸の絵画1（小林忠・狩野博幸編著、1992年6月）
18. 宗達と光琳 江戸の絵画2・工芸1（小林忠・村重寧・灰野昭郎編著、1990年12月）
19. 大雅と応挙 江戸の絵画2・建築2（小林忠・佐々木丞平・大河直躬編著、1993年4月）
20. 浮世絵 江戸の絵画4・工芸2（小林忠・小松大秀・浅野秀剛編著、1991年12月）
21. 江戸から明治へ 近代の美術1（高階秀爾・小林忠・三輪英夫・藤森照信編著、1991年4月）
22. 洋画と日本画 近代の美術2（高階秀爾・陰里鉄郎・田中日佐夫編著、1992年4月）
23. モダニズムと伝統 近代の美術3（高階秀爾・浅野徹編著、1993年2月）
24. 建築とデザイン 近代の美術4（高階秀爾・鈴木博之・柏木博編著、1993年12月）
25. 別巻 総索引・資料（1994年7月）

## 小学館
小学館から2012年-2016年に刊行。全20巻